# Battaglia della baia di Matanzas
La battaglia della baia di Matanzas fu uno scontro navale della guerra degli ottant'anni nella quale una squadra olandese sconfisse e catturò una flotta spagnola del tesoro.

## Quadro generale
Nel 1628 l'ammiraglio Piet Hein, con Witte de With suo capitano di bandiera, prese il mare per catturare la flotta spagnola del tesoro carica di argento proveniente dalle colonie americane. Con lui vi era l'ammiraglio Hendrick Lonck e successivamente fu raggiunto dalla squadra del vice-ammiraglio Joost Banckert. Parte della flotta spagnola in Venezuela era stata posta in allarme a causa del fatto che un mozzo di cabina olandese si era perso a Blanquilla, era stato catturato e il piano olandese era stato così svelato, ma l'altra metà della flotta proveniente dal Messico non ne era al corrente e proseguì ignara il suo viaggio. Sedici navi spagnole furono intercettate: un galeone fu catturato dopo un incontro notturno, a nove navi mercantili minori fu intimata la resa; due piccole navi furono abbordate in mare e quattro galeoni rimasero intrappolati vicino alle coste cubane nella baia di Matanzas. Dopo qualche scarica di moschetto da parte delle navi olandesi, le navi spagnole si erano arrese.
In totale Hein catturò 11 509 524 fiorini olandesi di bottino in oro, argento e costose merci, quali indaco e carminio, senza spargimento di sangue. Gli olandesi non fecero prigionieri: essi diedero ai marinai spagnoli riserve di cibo e acqua affinché potessero rientrare a L'Avana. I marinai rilasciati furono sorpresi nell'udire l'ammiraglio olandese impartire loro disposizioni in un corrente spagnolo: Hein conosceva infatti bene la loro lingua essendo stato prigioniero degli spagnoli tra il 1598 e il 1602 e tra il 1603 e il 1607. La conquista del tesoro trasportato fu una delle più grandi vittorie della Compagnia olandese delle Indie occidentali nei Caraibi.

## Conseguenze
Il bottino finanziò l'esercito olandese per otto mesi, permettendogli la conquista della fortezza di Boscoducale, e gli azionisti della Compagnia godettero quell'anno di un dividendo in contanti del 50%.
Hein rientrò nei Paesi Bassi nel 1629, dove fu acclamato come un eroe. Osservando la folla acclamarlo mentre si affacciava a un balcone del municipio di Leida, disse al sindaco della città: «Oggi essi mi acclamano poiché ho fatto guadagnar loro ricchezze senza il minimo rischio, ma prima, mentre io rischiavo, combattendo, la mia vita essi neanche sapevano che io esistessi». Fu la prima e ultima volta che le Province Unite riuscirono a catturare la flotta spagnola del tesoro, sempre molto protetta.